# Col de la Croix des Moinats
Le col de la Croix des Moinats  est un col du massif des Vosges situé à 890 mètres d'altitude. Il permet de relier les communes de Vagney, La Bresse et Cornimont situées dans le département des Vosges.

## Toponymie
« Moinats » désigne les novices des monastères. Le col était un lieu de passage des moines provenant des monastères de Remiremont et Munster.

## Géographie

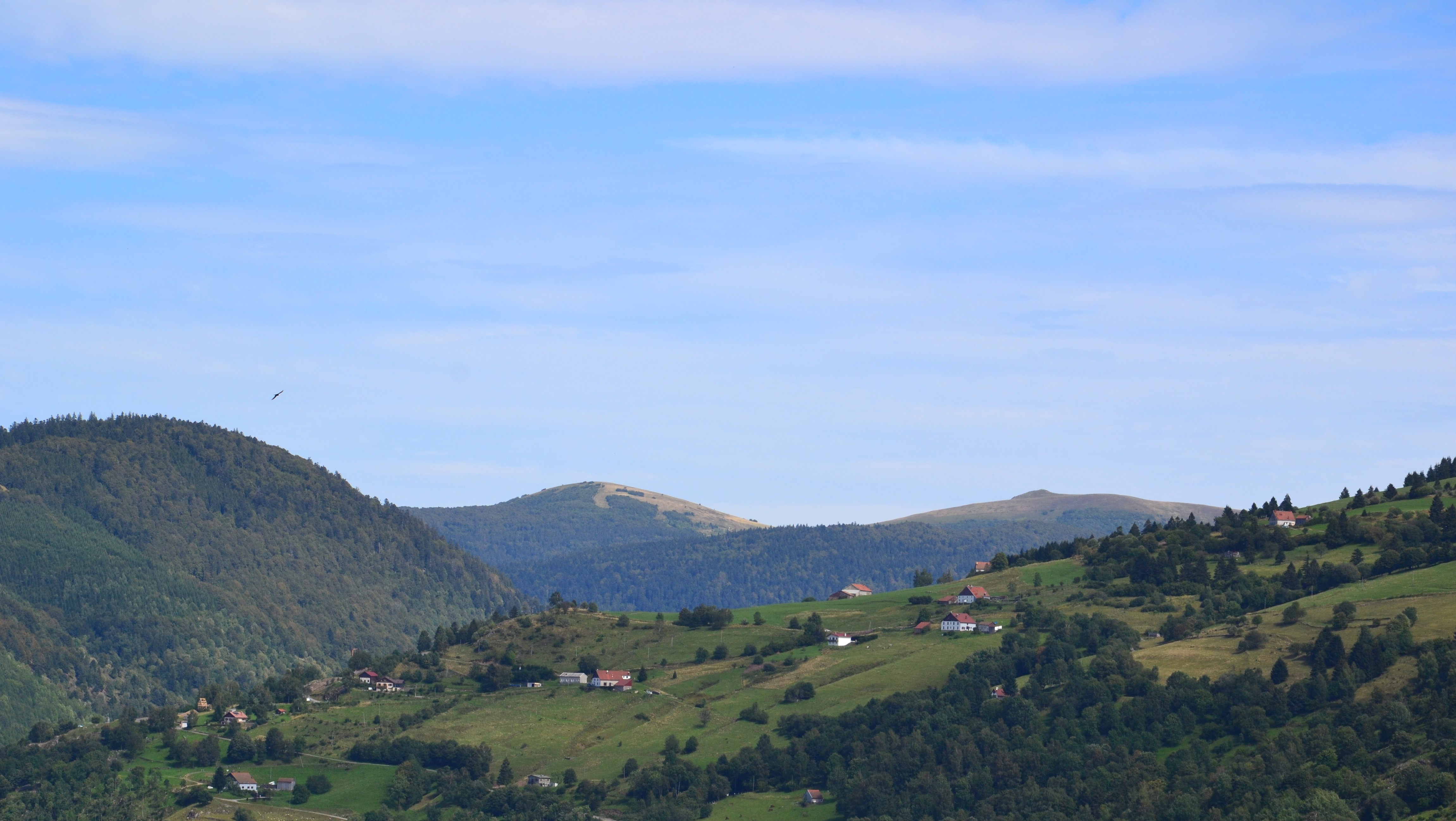
Vue de La Bresse depuis la montée du col, avec au fond les Crêtes.

Le col est situé dans le département des Vosges à la limite des communes de Basse-sur-le-Rupt et Cornimont, entre le Péchin (975 m) au sud-ouest et le Rondfaing (1 061 m) au nord. Le sommet est à 890 mètres d'altitude. Par la départementale 34, il permet de relier au plus court les communes de Vagney et de La Bresse. Deux autres routes partent du col, l'une - sans issue - monte vers la Roche des Chats, l'autre permet de rejoindre directement Cornimont par le Droit.
Le versant de La Bresse offre un superbe panorama sur les vallées de Cornimont et La Bresse, avec les Crêtes en toile de fond à l'est de La Bresse. Sur le versant de Vagney, naît le Rupt qui serpente sur une dizaine de kilomètres le long d'une vallée étroite (commune de Basse-sur-le-Rupt) avant de rejoindre la Moselotte.

## Histoire
Un monument est érigé au col en hommage aux goumiers marocains qui ont combattu sur ces terres durant la Seconde Guerre mondiale.

## Sport

### Cyclisme

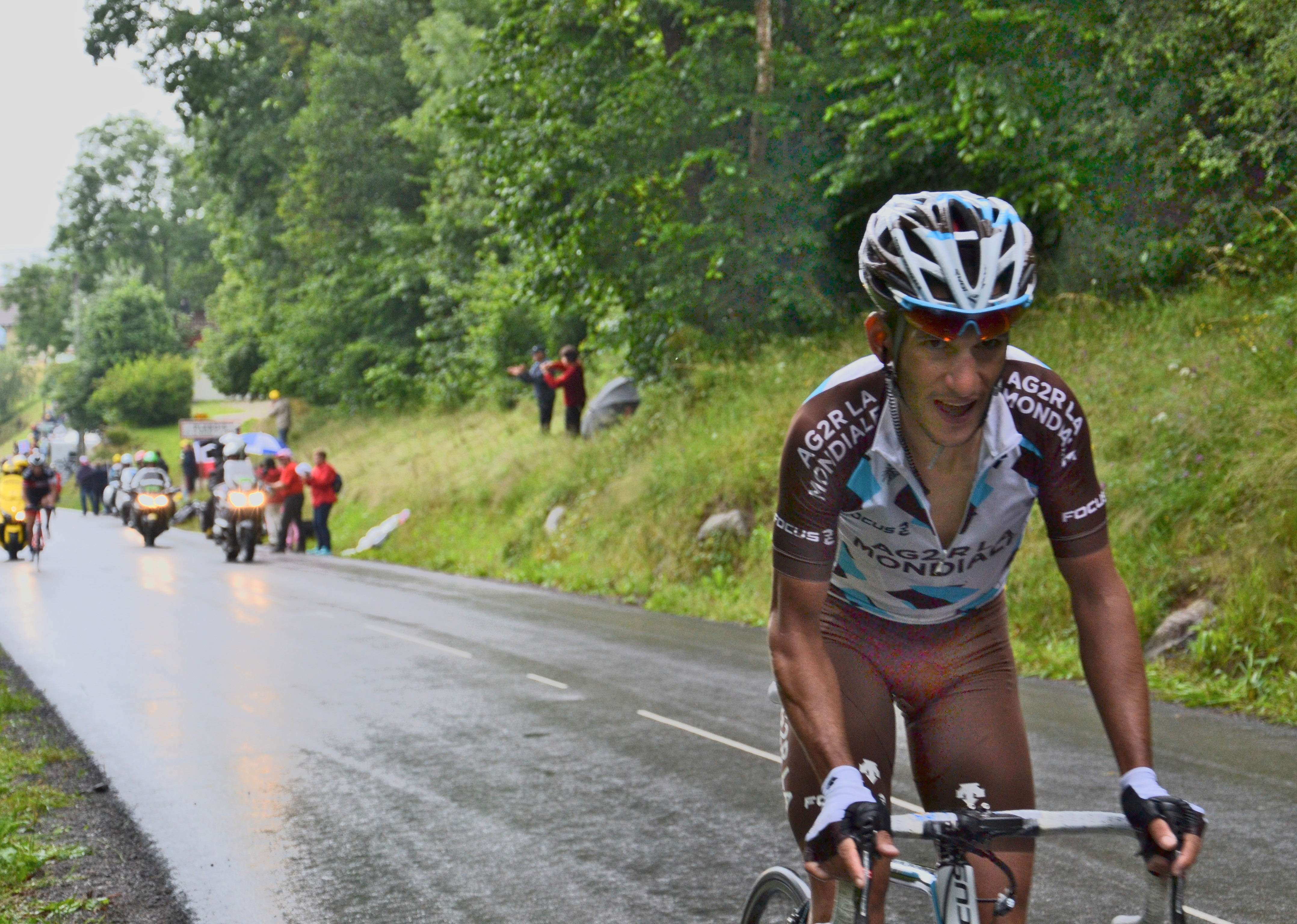
Blel Kadri en tête dans le col lors de la 8e étape du Tour de France 2014.

Le col est fréquemment emprunté par des courses cyclistes régionales. La route montant de Cornimont au col est plus sélective (7,2 % de moyenne sur 5,3 km avec des passages à 10,8 %) que celles montant de La Bresse ou de Vagney.
Le 12 juillet 2014, la 8e étape du Tour de France 2014 entre Tomblaine et Gérardmer-La Mauselaine, d'une distance de 161 km, emprunte le col de la Croix des Moinats de Vagney à La Bresse. Le parcours, du pied du col au col de la Croix des Moinats, d'une longueur de 7,6 km et d'une pente à 6 % est classé en 2e catégorie. Arrivés à La Bresse, les coureurs se dirigent alors vers le col de Grosse Pierre en passant par une côte à 16 % appelée la côte de La Roche. Le Français Blel Kadri franchit le col de la Croix des Moinats et le col de Grosse Pierre en tête, puis gagne l'étape à Gérardmer.
Le col est de nouveau franchi lors de la 20e étape du Tour de France 2023 en 2e catégorie. L'Italien Giulio Ciccone passe en tête.

### Randonnée
Le col de la Croix des Moinats peut être un point de départ de randonnée pour :
- à proximité, la roche des Chats, le col de Menufosse, la pierre des Quatre Communes, la Piquante Pierre, les roches Saint-Jacques, le chalet des Charmes, l'étang de Jemnaufaing, le col de la Basse des Feignes ;
- la cascade de Battion et le col de Grosse Pierre, plus éloignés ;
- les circuits sportifs de la Trace vosgienne et du Tour de la Bresse.